# Ulica Wąska w Bydgoszczy
Ulica Wąska w Bydgoszczy – ulica na terenie Starego Miasta w Bydgoszczy. 

## Położenie
Ulica znajduje się w południowej części Starego Miasta. Rozciąga się w przybliżeniu na kierunku północ-południe, od Długiej do ul. Poznańskiej. Jej długość wynosi ok. 100 m.

## Historia
Ulica Wąska, znajdująca się na południowo-zachodnim obrzeżu bydgoskiego miasta lokacyjnego, powstała dopiero na początku XIX wieku. 
W okresie przedrozbiorowym w północnym rejonie ulicy znajdowała się fosa miejska, a w miejscu jej obecnego wylotu do ul. Długiej znajdował się mostek na fosie, który prowadził do zlokalizowanej tuż obok Bramy Poznańskiej. 
Uliczka jest zaznaczona na planie Lindnera z 1809 r. Prowadzi na krawędzi osuszonej wówczas  fosy miejskiej do ul. Poznańskiej. W jej otoczeniu znajdują się ogrody mieszczańskie. Na planie miasta z 1834 r. w wokół ulicy występuje pierwsza rozproszona zabudowa, zaś w 1854 r. u jej południowego wylotu znajduje się Nowy Rynek. Dalej ulica przechodziła w ścieżkę i prowadziła poprzez skarpę szwederowską do folwarku Nowy Dwór.
Kształt i pierzeje podobne do stanu obecnego ulica uzyskała w II połowie XIX wieku, co widoczne jest na planie miasta z 1876 r.

### Nazwy
Ulica w przekroju historycznym posiadała następujące nazwy:
- 1854–1920 - Kleine Bergstraße
- 1920–1939 - Wąska
- 1939–1945 - Kleine Bergstraße
- od 1945 - Wąska